# Ateliers et Chantiers de la Loire
Ateliers et Chantiers de la Loire – francuska stocznia z początku XX wieku, mieszcząca się w Nantes i Saint-Nazaire. W stoczni tej wybudowano m.in. dla Polski okręt podwodny typu Wilk - ORP "Ryś".
W pierwszym przetargu na opracowanie projektu i budowę okrętów podwodnych typu Orzeł dla Marynarki Wojennej, celem zwycięstwa w przetargu złożyła fałszywą ofertę z niewykonalnym projektem oraz sfałszowanym podpisem francuskiego konstruktora jednostek tej klasy Simonota. W rezultacie odkrycia fałszerstwa przez przewodniczącego komisji Marynarki Wojennej kmdr por inż Aleksandra Rylkego, Kierownictwo Marynarki Wojennej unieważniło przetarg, a w kolejnym przetargu - do którego w wyniku skandalu z projektem Simonota nie zostały dopuszczone stocznie francuskie - zwyciężyła oferta stoczni holenderskich.